# 코이데 케이스케
코이데 케이스케(小出 恵介, 1984년 2월 20일 ~ )는 일본의 배우이다.

## 학력
- 카와사키 시립 미야마에다이라 중학교
- 게이오기주쿠 고교
- 게이오기주쿠 대학 문학부 인문 사회학과 미학 미술사학 (졸업)

## 약력
- 오디션 정보지 《월간 De-View》의 지면 오디션에 응모하여 사진이 게재된 후, 소속사 아뮤즈로부터 연락이 오면서 연예계에 데뷔하였다.
- 2005년, 영화 《박치기!》에 출연해 화제를 모았다.
- 2006년 《노다메 칸타빌레》에서는, 주인공인 치아키 신이치(연기:타마키 히로시)를 사랑하는 남자 음대생·오쿠야마 마스미 역을 훌륭히 연기했다.
- 2008년 7월 10일, TBS 계열의 연속 드라마 《ROOKIES》수록 중, 급성 맹장염에 걸려서 도쿄 도내의 병원에 긴급 입원해 수술을 받았다[1].
- 2009년 9월 출판된 사진집 《코이데 케이스케 by 후지와라 에리나 Days in India》에서는, 자신 첫 올 누드를 선보였다.
- 2009년 11월 공개의 《바람이 강하게 불고 있다》로 영화 첫주연을 맡았다.
- 2010년 7월 7일 주연 영화의 주제가 《슈얼리 섬데이》로 《타쿠미(코이데 케이스케) with 슈얼리 스타즈》로서 CD데뷔.

## 인물
- 아버지의 직장을 따라 초등학교 2학년에서 5학년까지 인도의 뉴델리에서 살았다.
- 특기는 중학생 시절부터 특기인 농구, 영어. 취미는 당구이다.
- 남동생이 있다.
- 상당히 영화를 좋아하는 편으로 고교생 때에는 스스로 촬영을 하였으며, 영화 감독을 희망하였다.
- the brilliant green의 카와세 토모코를 좋아하고 팬클럽에 들었었다.
- 와타베 아츠로의 팬이며, 드라마 《케이조쿠》에서 와타베가 착용하고 있던 코트를 구입했던 적이 있다. 《백야행》에서는, 와타베와의 공동 출연을 했다.
- 같은 배우(여자 배우)와의 재출연이 많은데, 아야세 하루카(공동 출연 작품은 《백야행》·《싸이보그 그녀》·《ROOKIES》·《JIN-진-》), 토다 에리카(공동 출연 작품은 《기적의 동물원~아사히야마 동물원 이야기~ 2006 ~ 2010(4작)》·《소에게 소원을 Love&Farm》), 카리나(영화 《연공》·《소에게 소원을 Love&Farm》·《퍼레이드》), 미즈사와 에레나(공동 출연 작품은 《바람이 강하게 불고 있다》·《JIN-진-》·《기적의 동물원~아사히야마 동물원 이야기~ 2010》·《스위치를 누를 때》), 미야자키 아오이(공동 출연 작품은, 영화 《다만, 널 사랑하고 있어》·《첫사랑》·CM 《SPITZ RECYCLE》) 등이 있다.
- 남자 배우로는 키리타니 켄타(공동 출연 작품은, 《박치기!》·《싸이보그 그녀》·《ROOKIES》·《JIN-진-》), 츠가와 마사히코(공동 출연 작품은, 《기적의 동물원~아사히야마 동물원 이야기~ 시리즈 4작》·《바람이 강하게 불고 있다》·《스트로베리 나이트》)와 공동 출연이 많다.
- 좋아하는 여성의 타입은 본드 걸.
- 싫어하는 음식은 우엉. 좋아하는 음식은 블루 치즈, 낫토. 오코노미야키는 히로시마풍을 좋아함.
- 같은 아뮤즈의 오카다 요시노리와 친교가 있어, 《와랏테 이이토모!》의 텔레폰 쇼킹의 코너에서는 오카다를 소개했다. 영화 《키사라기》의 공연자 (오구리 슌, 유스케 산타마리아, 츠카지 무가, 카가와 테루유키)와는, 가끔 함께 밥을 먹으러 가는 일이 있다. 드라마 《고쿠센》에서 공동 출연한 배우 하야미 모코미치와도 사이가 좋다. 영화 《바람이 강하게 불고 있다》 《퍼레이드》에서 공동 출연한 배우인 하야시 켄토, 후지와라 타츠야와도 사이가 좋고, 드라마 《WATER BOYS 2005 여름》 《노다메 칸타빌레》에서 공동 출연한 배우인 에이타와는 노래방에 가는 만큼 사이가 좋다.
- 〈소의 항문회〉라고 하는, 단지 불고기를 먹을 때만의 회에 들어가 있다(회 이름의 유래는, 유스케가 어느 불고기 가게에 가도 첫 번째를 반드시 〈소의 항문〉이라고 하는 것부터).
- 《백야행》에서 공동 출연한 야마다 타카유키에게서는 〈선생님〉이라고 불리고 있다. 이렇게 부르는 것은 야마다 타카유키 뿐이다.
- 카와무라 요스케가 말하기를, 바뀐 버릇은 〈안면 체조〉로, 영화 《ROOKIES-졸업-》에 〈안면 체조〉를 하고 있는 씬이 흐른 것 같다. 본인이 말하기를 〈얼굴의 근육을 움직이고, 리프레시(기분 전환)시키기 위해〉[2].
- 꽤 술에 강하고, 친구 5, 6명이서 샴페인 수십개(가게의 재고 전부의 돈페리 핑크 코이데가 말하기를, 〈회계는 모두 내가 지불했다〉라는 일)를 비웠던 적이 있음[2].
- 스스로 인정하는 만큼 패션 센스가 없고, 게이오 대학 재학 중에는 검은 천에 곳곳에 흩어져있는 고추 프린트가 새겨진 스웨트를 입고 있던 것으로부터 〈고추의 그〉라고 불려 눈에 띄고 있었다. 그 밖에도 마찬가지로 재학 중에 겨울에 나막신으로 등교하거나(스스로는 겨울에 나막신을 신는다고 하는 것이 멋지게 생각되었기 때문에 같다), 원색에 원색을 거듭하거나 하고 있었음[2].
- 현장 들어가는 모습을, 공연자인 오오사와 타카오로부터 〈너무 가벼운 옷차림〉이라고 평 되었다.(하나마루 마켓에서)

## 출연

### 텔레비전 드라마
- 메다카 (2004년, 후지 TV)
- 소리의 범죄 수사관 히비키 나츠코 7 (2005년, 후지 TV) - 카도쿠라 슌스케 역
- 고쿠센 제2시리즈 (2005년, 닛폰 TV) - 휴가 코스케 역
- WATER BOYS 2005 여름 (2005년, 후지 TV) - 우에하라 켄사쿠 역
- 하쿠센 나가시~꿈을 꾸는 시절이 지나도~ (2005년, 후지 TV) - 센쥬 유타카 역
- 백야행 (2006년, TBS) - 소노무라 토모히코 역
- 맛있는 프로포즈 (2006년, TBS) - 카츠라기 하루키 역
- 기적의 동물원~아사히야마 동물원 이야기~ (2006년, 후지 TV) - 나카가와 신이치 역
- 평생 잊지못할 이야기 〈거기에 있던 바람〉 (2006년, 아사히 TV)
- 노다메 칸타빌레 (2006년, 후지 TV) - 오쿠야마 마스미 역
- 기적의 동물원 2007~아사히야마 동물원 이야기~ (2007년, 후지 TV) - 나카가와 신이치 역
- 소에게 소원을 Love&Farm (2007년, 후지 TV) - 마노 토헤이 역
- 노다메 칸타빌레 in 유럽 (2008년 1월 4일 ~ 5일, 후지 TV) - 오쿠야마 마스미 역
- 안미츠 공주 (2008년, 후지 TV) - 센베에 역
- 사사키 부부의 인의 없는 싸움 (2008년 1월, TBS계) - 사쿠라바 하지메 역
- ZERO (2008년 1월, MTV JAPAN) - 타나카 타로 역
- ROOKIES (2008년 4월, TBS계) - 미코시바 토오루 역
- 기적의 동물원 2008~아사히야마 동물원 이야기~ (2008년, 후지 TV) - 나카가와 신이치 역
- the 파도타기 레스토랑 (2008년 11월 1일 ~ 11월 9일, 닛폰 TV) - 미쯔와 역
- MW-무우- 제0장 ~악마의 게임~ (2009년 6월 30일, 닛폰 TV) - 코스케 역
- JIN-진- (2009년 10월, TBS계) - 타치바나 쿄타로 역
- 기적의 동물원 2010~아사히야마 동물원 이야기~ (2010년 2월 12일, 후지 TV) - 나카가와 신이치 역
- 사랑은 보인다~시각장애 부부에게 온 작은 생명~ (2010년 9월 3일, 후지 TV) - 카네다 코타 역
- 퍼펙트 리포트 (2010년 10월 ~ 12월, 후지 TV) - 아카사카 슈 역
- 파티는 끝났다 (2011년 2월 ~ 전달 개시, BeeTV) - 토시노리 역 ※휴대 전화 드라마
- 드라마 W 요코야마 히데오 서스펜스 〈쫓아냄〉 (2011년 4월 3일, WOWOW) - 미타무라 아츠시 역
- JIN-진- (완결편) (2011년 4월, TBS계) - 타치바나 쿄타로 역
- 이 세상의 한 구석에서 (2011년 8월, 닛폰 TV) - 호죠 슈사쿠 역
- 스트로베리 나이트 (2012년 1월 ~ 3월, 후지 TV계) - 하야마 노리유키 역
- 연속 TV 소설 우메짱 선생 (2012년 4월 ~ 9월, NHK) - 시모무라 다케오 역
- 우메짱 선생~결혼 못하는 남자와 여자 스페셜~ (2012년 10월 13일·20일, NHK BS 프리미엄) - 시모무라 다케오 역
- 스트로베리 나이트 애프터 더 인비저블 레인 〈침묵 원망 / 사일런트 머더〉 (2013년 1월 26일, 후지 TV) 주연·하야마 노리유키 역
- 최상의 프러포즈 (2013년 5월 ~ 전달 개시, BeeTV) ※휴대 전화 드라마
- 프리미엄 드라마 인생, 되어 가는 천재 만담가 타테카와 단시 청춘질풍록 (2013년 8월 11일, NHK BS 프리미엄) - 타테카와 단시 역 (전편)
- 쿠로코치 (2013년 10월 ~ 12월, TBS) - 사와무라 히데토 역
- 요시와라의 도신 (2014년 6월 ~ 9월, NHK) - 주연·카미모리 미키지로 역
- N을 위하여 (2014년 10월 ~ 12월, TBS) - 니시자키 마사토 역
- 천사의 나이프 (2015년 2월 ~ 3월, WOWOW) - 주연·히야마 타카시 역
- 신·기적의 동물원 아사히야마 동물원 이야기 2015~생명의 바통~ (2015년 4월 10일, 후지 TV) - 나카가와 신이치 역
- 그래도 나는 네가 좋아 (2015년 9월 ~ 10월, 후지 TV) - 주연·세리자와 유스케 역
- 부도칸 (2016년 2월 ~ 3월, 후지 TV) - 나츠메 역
- 나의 선생님 (2016년 12월 26일, 후지 TV)
- 프래자일 제9 ~ 최종화 (2016년 3월 9일 ~ 16일, 후지 TV) - 마츠다 코지 역
- 붉은 장~경시청 서무계 히토미의 사건부 (2017년 2월 ~ 3월, NHK)
- 검은 장~시라이 신노스케의 대재앙 (2017년 2월 ~ 3월, NHK BS)

### 영화
- 우연히도 최악의 소년 (2003년 9월, 토에이)
- 박치기! (2005년 1월, 씨네콰논) - 요시다 노리오 역
- 린다 린다 린다 (2005년 7월, 비터즈 엔드) - 아베 토모츠구 역
- 첫사랑 (2006년 6월, 가가) - 키시 역
- 다만, 널 사랑하고 있어 (2006년 10월, 토에이) - 세키쿠치 쿄헤이 역
- 너에게 밖에 들리지 않아 (2007년 6월, 재너듀) - 노자키 신야 역
- 키사라기 미키짱 (2007년 6월, 쇼게이트) - 스네이크 역
- 연공 (2007년 11월, 토호) - 후쿠하라 유 역
- 싸이보그 그녀 (2008년 5월, 가가) - W주연·키타무라 지로 역
- ROOKIES -졸업- (2009년 5월, 토호) - 미코시바 토오루 역
- 고쿠센 THE MOVIE (2009년) - 휴가 코스케 역
- 신부의 수상한 여행가방(킬러 버진로드) (2009년 9월, 토호)
- 바람이 강하게 불고 있다 (2009년 10월, 쇼치쿠) - W주연·키요세 하이지 역
- 노다메 칸타빌레 최종악장 전편 (2009년 12월, 토호) - 오쿠야마 마스미 역
- 퍼레이드 (2010년 2월, 쇼게이트) - 스기모토 료스케 역
- 노다메 칸타빌레 최종악장 후편 (2010년 4월, 토호) - 오쿠야마 마스미 역
- 슈얼리 섬데이 (2010년 7월, 쇼치쿠) - 주연·키시 타쿠미 역
- 번개나무 (2010년 10월, 토호) - 세타 스케지로우 역
- 스위치를 누를 때 (2011년 9월, 페이스 투 페이스/리베로) - 주연·미나미 요헤이 역
- 스트로베리 나이트 (2013년 1월 26일, 토호) - 하야마 노리유키 역
- 우리들의 교환일기 (2013년 3월 23일, 쇼게이트) - 주연·고모토 타카시 역(W주연)
- 인 더 히어로 (2014년 9월 6일, 토에이) - 카도와키 토시오 역
- 조커 게임 (2015년 1월 31일, 토호) - 미요시 역
- 십자가 (2016년 2월 6일, 아이에스 필드) - 주연·사나다 역
- 신 고질라 (2016년 7월 29일, 토호) - 소방대 대장 역
- 우행록: 어리석은 자의 기록 (2017년 2월 18일, 워너 브라더스 영화/오피스 키타노) - 타코우 역
- 풍운대전 (2017년 5월 27일, 보나 필름 그룹/이스트 웨이브 필름 그룹/미디어 아시아 필름스) - 야마가와 역

### 무대
- 극단 침략자 할아범 〈키세카에 인어〉 (2003년 5월) - 주연
- 극단 침략자 할아범 〈맛 없는 테이블〉 (2003년 10월) - 주연
- 사이노쿠니 셰익스피어 시리즈 제20탄 〈헛 소동〉 (2008년 10월, 니나가와 유키오 연출) - 주연
- 극단 나일론 100℃ 35th SESSION 〈2번째, 혹은 3번째〉 (2010년 6월 ~ 7월)
- 시다의 무리 (2010년 9월, 이와마츠 료 작·연출)
- 아ゝ, 황야 (2011년 10월, 니나가와 유키오 연출) - W주연
- 늑대들의 오후~Hungry Like a Wolf~ (2012년 3월 27일) - 스페셜 게스트
- 소음 가부키 〈나의 요츠야 괴담〉 (2012년 9월 ~ 10월, 니나가와 유키오 연출)
- 기원과 괴물~윌빌의 세 자매~ (2012년 12월 ~ 2013년 1월)
- 지금 한 번의 수라 (2013년 4월 5일 ~ 2013년 4월 29일)
- 맹도견 (2013년 7월 6일 ~ 2013년 7월 28일)
- MIWA (2013년 10월 4일 ~ 2013년 12월 8일)
- 무지개와 마블 (2015년 8월 22일 ~ 9월 6일) - 주연

### CM
- NTT 도코모 큐슈 캠페인 (2004년)
- 프로미스 (2005년)
- 일본 맥도날드 (2006년)
- 메이지 세이카 키시릿슈(XYLISH) (2006년)
- JCB JCB 통째로 리조트 (2006년 ~ 2007년)
- 렉서스×소에게 소원을 Love&Farm 콜라보 CM (2007년)
- UNIQLO (2007년)
- Right-on (2008년/2009년) ※드라마판 《ROOKIES》/영화판《ROOKIES -졸업-》와의 콜라보 CM
- 롯데 아이스 〈Coolish〉 (2009년) ※[3]
- 이토엔 〈W BLACK〉/〈MINERAL SPARKIES〉 (2009년) ※[3]
- 롯데 〈가나 초콜릿〉 어머니의 날 가나 편 (2009년 5월 3일 ~ 10일, 기간 한정) ※[3]
- AOKI 〈빙수 편〉 (2009년 5월 22일)
- 일본 코카 콜라 〈조지아〉 (2009년 8월 26일 ~ 2010년 11월)
- 닌텐도 〈친구 컬렉션〉 (2010년 1월)
- 카오 〈맨즈 비오레〉 (2010년 7월 ~ 2012년 5월)
- 카오 〈석세스〉 (2011년 8월 24일 ~ 2013년 9월)
- JA공제 (2011년 10월 ~ )
- 일본 크래프트 푸즈 〈크로레츠 아이스〉 (2011년 11월 10일 ~ 2012년 8월)
- 타케다 약품공업 〈알리나민 제로7〉 (2012년 4월 ~ ) ※카와시마 우미카와 공동 출연
- 키린 〈목 넘김 올 라이트〉 (2015년 1월 ~ ) ※SHELLY와 공동 출연
- 모리나가 유업 〈Mt.RAINIER〉 (2016년)

### 다큐멘터리
- 리얼×월드　이시카와 료를 뒤쫓아서 (2010년 12월 19일, 닛폰 TV) - 내레이션
- 이시카와 료, 20세 (2012년 1월 4일, 닛폰 TV) - 나레이션
- 빛나는 가희~파리에 피는 5개의 노랫소리~ (2012년 3월 14일, NHK BS 프리미엄) - 내레이션
- Dramatic Actors File #43 코이데 케이스케 (2012년 3월 24일, NHK)
- 논픽션 W 〈트레이져 헌터 오브 캐리비안~해저에 잠든 비보를 쫓아라∼〉 (2012년 4월 13일, WOWOW) - 내레이션

### PV
- Full Of Harmony (YOU&I)

## 서적

### 사진집
- 나와 푸름 (2006년 9월 15일)
- 코이데의 추억 -Keisuke Koide Official Site 2005-2007- (2008년 5월)
- 코이데 케이스케 by 후지와라 에리나 Days in India (2009년 9월)

### 잡지
- steady. 〈심심한 코이데〉 (2006년부터 연재, 매월 7일 발매)
- steady. 〈나의 동급생〉 (2010년 11월호부터 연재)
- ＋act. 〈코이데 이외〉 (2009년 3월 5일 매도호부터, 격호연재)

## 음반

### CD
- 슈얼리 섬데이 (2010년 7월 7일, 타쿠미(코이데 케이스케) with 슈얼리 스타즈로서)